# Takifugu radiatus
Takifugu radiatus es una especie de peces de la familia Tetraodontidae en el orden de los Tetraodontiformes.

## Morfología
Los machos pueden llegar alcanzar los 20 cm de longitud total.

## Hábitat
Es un pez de  mar y, de clima templado.

## Distribución geográfica
Se encuentran en Asia: desde Kyushu (el Japón) hasta el Mar de la China Oriental.

## Observaciones
No se puede comer ya que es  venenoso para los humanos.